# Либертарианская партия (Аргентина)
Либертарианская партия (исп. Partido Libertario) — аргентинская политическая партия правого или крайне правого направления, которая пропагандирует социальный консерватизм и ультраконсерватизм, экономическое либертарианство и минархизм. Партия была основана 16 октября 2018 года. В настоящее время партию возглавляет избранный президент Хавьер Милей, который победил во втором туре всеобщих выборов в Аргентине в 2023 году, занял второе место в первом туре всеобщих выборов и занял первое место на первичных выборах в Аргентине, набрав 29,86% голосов. Партия также является одним из основателей коалиции «Свобода наступает», которую также возглавляет Милей.
Это первая либертарианская партия, которая управляет Аргентиной с 10 декабря 2023 года после победы Милея на президентских выборах 2023 года. Он стал первым либертарианским президентом в истории этой страны.